# Saint Marys River (Huronsee)
Der Saint Marys River (US-Bezeichnung) (offizielle Namen in Kanada: englisch St. Marys River; französisch Rivière Ste-Marie) ist ein Fluss, der über seine gesamte Länge die Grenze zwischen dem US-Bundesstaat Michigan und der im Süden Kanadas liegenden Provinz Ontario bildet.

## Verlauf und Geografie
Der Saint Marys River bildet den Abfluss des Oberen Sees, des größten der fünf Großen Seen Nordamerikas. Der Fluss verlässt den See am Ende der  Whitefish Bay und fließt etwa 120 km in südöstlicher Richtung zum Huronsee bei einem Gefälle von knapp 8 m.
Am Ausfluss aus dem Oberen See liegen Stromschnellen (im Französischen als Sault Sainte Marie bezeichnet) am Saint Marys River.
Weiter stromabwärts bei den Zwillingsstädten Sault Ste. Marie (Ontario) und Sault Ste. Marie (Michigan) befinden sich die Schleusen der Soo Locks.
Größere Zuflüsse des Saint Marys River auf der Ontario-Seite sind der
Garden River und der Bar River. Weitere kanadische Zuflüsse sind: Fort Creek, Root River, Little Carp River, Big Carp River, Lower Echo River, Desbarats River und der Two Tree River.
US-amerikanische Zuflüsse sind: Gogomain River, Munuscong River, Little Munuscong River, Waishkey River und der Charlotte River.
Im Fluss liegen folgende Inseln: Drummond Island, St. Joseph Island, Whitefish Island, Sugar Island und Neebish Island.

## Geschichte
Bevor die Europäer den Saint Marys River erreichten, nutzten die Ureinwohner den Fluss zum Fischen und Handeltreiben.
Der französische Entdecker Étienne Brûlé war der erste Europäer, der etwa 1621 die Stromschnellen erkundete. 1641 folgten ihm die Jesuitenpriester Isaac Jogues und Charles Raymbault und trafen dort auf die Ojibway. Den Stromschnellen gaben sie den Namen Sault Ste. Marie (sault bedeutet im Altfranzösischen „Stromschnellen“).
Fort St. Joseph wurde 1796 auf der kanadischen Uferseite gegründet, um den Handelsposten zu schützen und den britischen Einfluss in dieser Region zu gewährleisten. Das Fort erfüllte diese Aufgabe während des Britisch-Amerikanischen Krieges 1812.
Die erste moderne Schleuse, bekannt als American Lock, wurde im Mai 1855 von Erastus Corning's St. Mary’s Falls Ship Canal Company fertiggestellt.
Heute gibt es vier parallele Schleusen auf der US-amerikanischen Seite des Flusses, von denen aber nur zwei in ständigem Betrieb sind.
Das Schleusensystem Soo Locks wurde im Jahre 1959 Teil des Great-Lakes-Waterway-Systems.
Wettbewerbsdruck führte dazu, dass im Jahre 1895 auch auf der kanadischen Seite eine Schleuse, die Canadian Lock am Sault Ste. Marie Canal, gebaut wurde. Diese wird heute lediglich von Freizeitbooten genutzt.

## Brücken
Die Sault Ste. Marie International Bridge, eine Fachwerk-Bogenbrücke, leitet den Straßenverkehr über den Fluss. Westlich davon führt die Sault Ste. Marie International Railroad Bridge, eine eingleisige Eisenbahnbrücke, über den Saint Marys River.